# Troll Plastik & Bilindustri
Troll (Троль) — з 1956 року норвезький виробник автомобілів. Штаб-квартира розташована в місті Лунне. У 1958 році компанія припинила виробництво автомобілів.

## Пер Коль-Ларссен
Пер Коль-Ларссен народився в 1914 році в Норвегії, після того, здобувши освіту агронома, в 1936 році він залишає батьківщину і їде працювати на кавові плантації в Африці. 1950 року він повертається в післявоєнну Норвегію, яка все ще не оговталася після війни, і де люди повинні були стояти в «черзі», щоб роздобути якийсь товар, в тому числі й автомобілі. Тому Пер Коль-Ларссен починає подумувати про виробництво норвезького автомобіля, і починає пошуки конструкції. Влітку 1955 року Пер Коль-Ларссен виходить на друга свого батька — німця Ханса Тріппеля, норвежець домовляється з ним про покупку ліцензії на його прототип — Trippel 750, який німець ніяк не міг прилаштувати. Trippel 750 був першим європейським автомобілем, який мав панорамне лобове скло, Тріппель багато чого зробив цікавого. За договором німець мав постачати агрегати з Німеччини, а норвежці — вже збирати з усього надісланого готовий автомобіль. Однак угода зірвалася, хоча Коль-Ларссен встиг закупити форми для виробництва склопластикових кузовів.

## Заснування компанії
Але одними склопластиковими кузовами ситий не будеш, в цей час урядом Норвегії дозволяється ввезення використаних автомобілів, а також ввезення автомобільних запчастин. У Норвегію хлинув потік старих автомобілів із сусідньої Швеції, Коль-Ларссен вже подумував про продаж готових кузовів приватникам, які хотіли б замінити застарілі кузовні панелі на сучасний склопластиковий кузов типу купе з посадочною формулою 2 + 2, або побудову власного автомобіля із ввезених агрегатів, проте на початку січня 1956 року норвезький уряд заборонив побудову з деталей або перебудову автомобілів без спеціального дозволу міністерства транспорту.
Після такої заборони норвежець звертається до німців — Ерлінга Ф'югштада і Бруно Фальха, які були авіаційними конструкторами, щоб ті допомогли йому сконструювати автомобіль під вже наявний кузов, коли німці прибули до Норвегії, Пер Коль-Ларссен почав вести договори з міністром торгівлі про дозвіл на виробництво 500 автомобілів, міністерство довго думало і в підсумку видало дозвіл на побудову 15 автомобілів. У підсумку фірма Troll Plastik & Bilindustri, яку вже заснував Пер, купує будівлю колишнього сервісу в Камбо, проте незабаром вони змушені були покинути це місце, але тут муніципалітет Лунне, одного з містечок фюльке (губернії) Телемарк, оголосив у великих газетах про те, що хотіли б розвивати промисловість у своєму лісовому та сільськогосподарському краї, тому будуть раді будь-якому підприємству. Коль-Ларссен побачив це оголошення і відразу зв'язався з мерією, ті пообіцяли кредит в 25 000 норвезьких крон з терміном виплати у 2 роки, а також надали приміщення для проєктування майбутнього автомобіля і забезпечили житлом сім'ї Коль-Ларссена, Ф'югштада і Фальха.
Автомобіль вирішили оснастити зі збільшеними на 15 см в базі шасі від Gutbrod Superior, які припинили виробляти два роки тому, силову установку вирішили також встановити від цієї машини, при цьому не карбюраторної, звичної версії, а з безпосереднім уприскуванням палива, кузов машини також допрацювали, зробивши більшу зону скління (скло було запозичене від німецького Ford Taunus). Оскільки дана машина була дуже легка, то вона була здатна розвивати швидкість до 130 км/год, що було на 15 км/год більше, ніж у Gutbrod Superior Luxus 700 з аналогічним мотором. Перший прототип був готовий вже в жовтні 1956 року, але це більше був макет, оскільки самостійно машина ще не могла рухатись. Як і фірму, автомобіль назвали «Тролем», на честь головного персонажа норвезьких казок і негласного символу Норвегії.

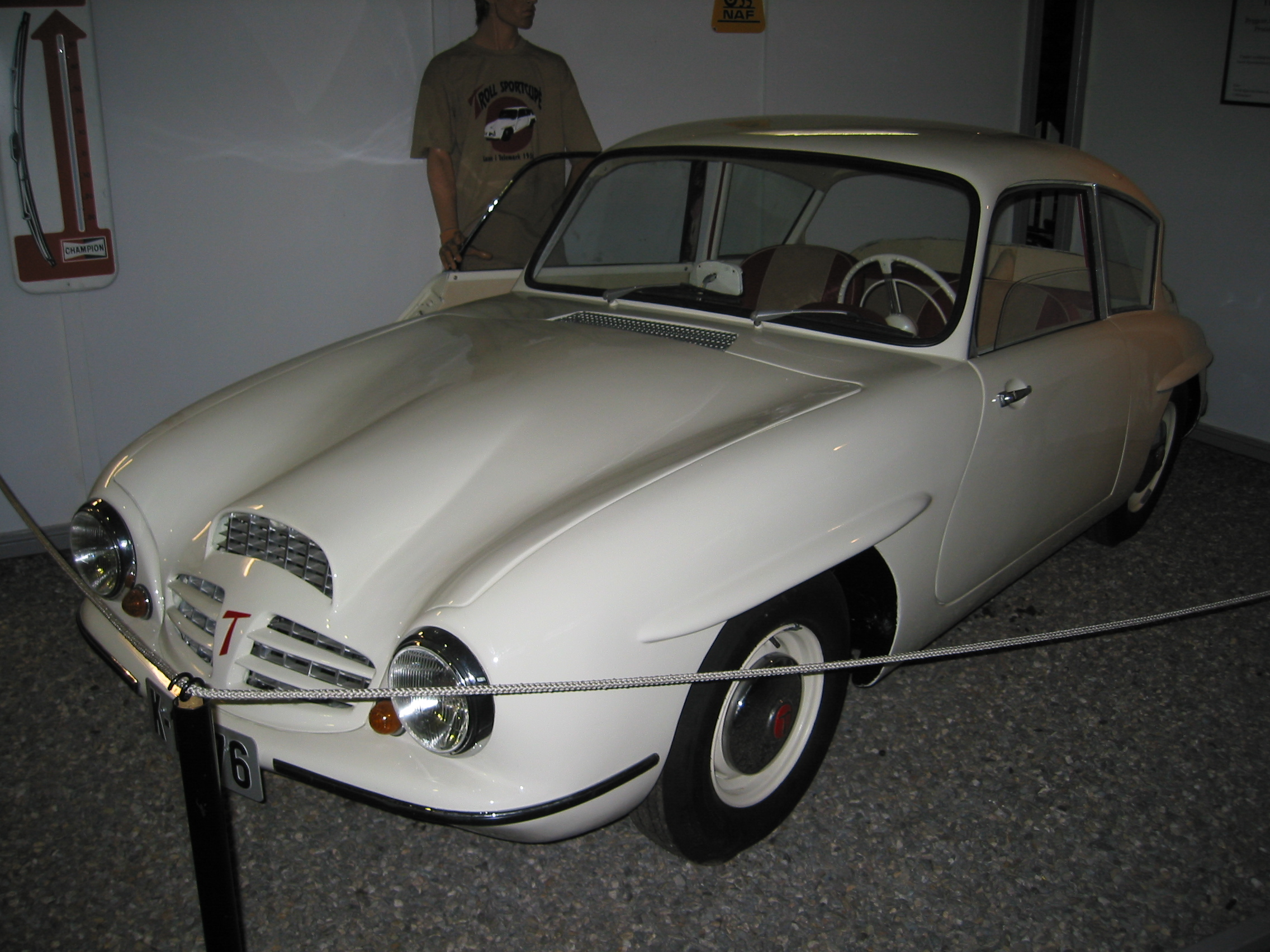
Troll 700

Норвезька і західна преса була в захваті від цього автомобіля і постійно порівнювала новинку з продукцією фірм Porsche і Saab, причому репортери були такі настирливі, що довелося закривати двері на замок, а вікна прикривати листами, щоб журналісти не заважали працювати. У листопаді автомобіль показали в Осло, але й тоді машина ще не була на ходу, нарешті технічну проблему вирішили в грудні, а вже в січні 1957 року Пер Коль-Ларссен приїхав своїм ходом з Лунне в Осло, до будівлі парламенту, на машині в знак протесту, оскільки держава ніяк не підтримувала його починання.

## Початок виробництва автомобілів
У травні 1957 року було побудовано перший автомобіль для клієнта, власником автомобіля стала молодь, а конкретного власника у машини не було, оскільки машину купила Спільнота Студентів Норвегії, яка виграла гроші в лотерею, наступними покупцями стали Червоний Хрест Норвегії, а також товариство взаємодопомоги — Norsk Folkehjelp, наступним власником машини став місцевий маляр, який отримав машину як компенсацію за свою роботу над трьома іншими машинами.
У міру того, як автомобілі знаходили своїх покупців, компаньйони розуміли, що, щоб підприємство існувало і далі, треба розширити виробництво автомобілів до рівня в 2000 автомобілів на рік, при цьому автомобілі планувалося оснащувати 3-циліндровими 33-сильними моторами фірми SAAB. Починається пошук зацікавлених у продажу цього авто осіб за кордоном, і такі знаходяться в сусідніх Данії, Фінляндії та віддаленіших Німеччині та Бельгії. Тепер залишилося тільки знайти гроші на розширення своїх потужностей, починаються переговори з норвезьким фондом розвитку про надання більших приміщень, можливо в інших регіонах країни, знаходяться і спонсори, але які були згодні інвестувати в підприємство і купівлю обладнання в тому випадку, якщо держава буде на боці фірми.
Однак державні мужі вирішили не підтримувати місцевого виробника автомобілів. Норвегія не була тоді нафтовою державою, і жила за рахунок рибного борошна і риби, яку у великих обсягах поставляла Радянському Союзу і Східному блоку, проте Норвегія натомість отримувала не живі гроші, а продукцію цих країн, у тому числі й автомобілі. Тому, вирішивши, що якщо вони дозволять випускати тисячі автомобілів у себе в країні, при тому, що ціна на машини була рівноцінна такій на доступний і масовий VW Käfer, то попиту на дорожчі ГАЗ, МЗМА та інші автомобілі з комуністичних країн не буде.

## Припинення виробництва автомобілів. Закриття компанії
В результаті на початку 1958 року Коль-Ларссен, Ф'югштад і Фальх припинили виробництво автомобілів, оскільки підійшов термін оплати кредиту, також вони повинні були виплатити податок за дві продані машини, в результаті все, що було в наявності у фірми Troll Plastik & Bilindustri, було виставлено на аукціон, в тому числі і готові 10 кузовів, які не вдалося довести до стадії автомобіля. Обладнання та напівфабрикати викупила судноплавна компанія з міста Драммен, яка своєю чергою перепродала їх приватнику на ім'я Гаральд Аспхейм, який почав збирати з наявних запчастин ще один автомобіль, але трохи змінивши конструкцію кузова, так на його машині двері відкривалися по ходу руху, а не проти, як на оригінальних автомобілях, також сама довжина автомобіля збільшилася на 18 см, а салон став 4-місним. У підсумку разом з прототипом було побудовано 6 автомобілів, а що сталося з рештою кузовами не відомо.

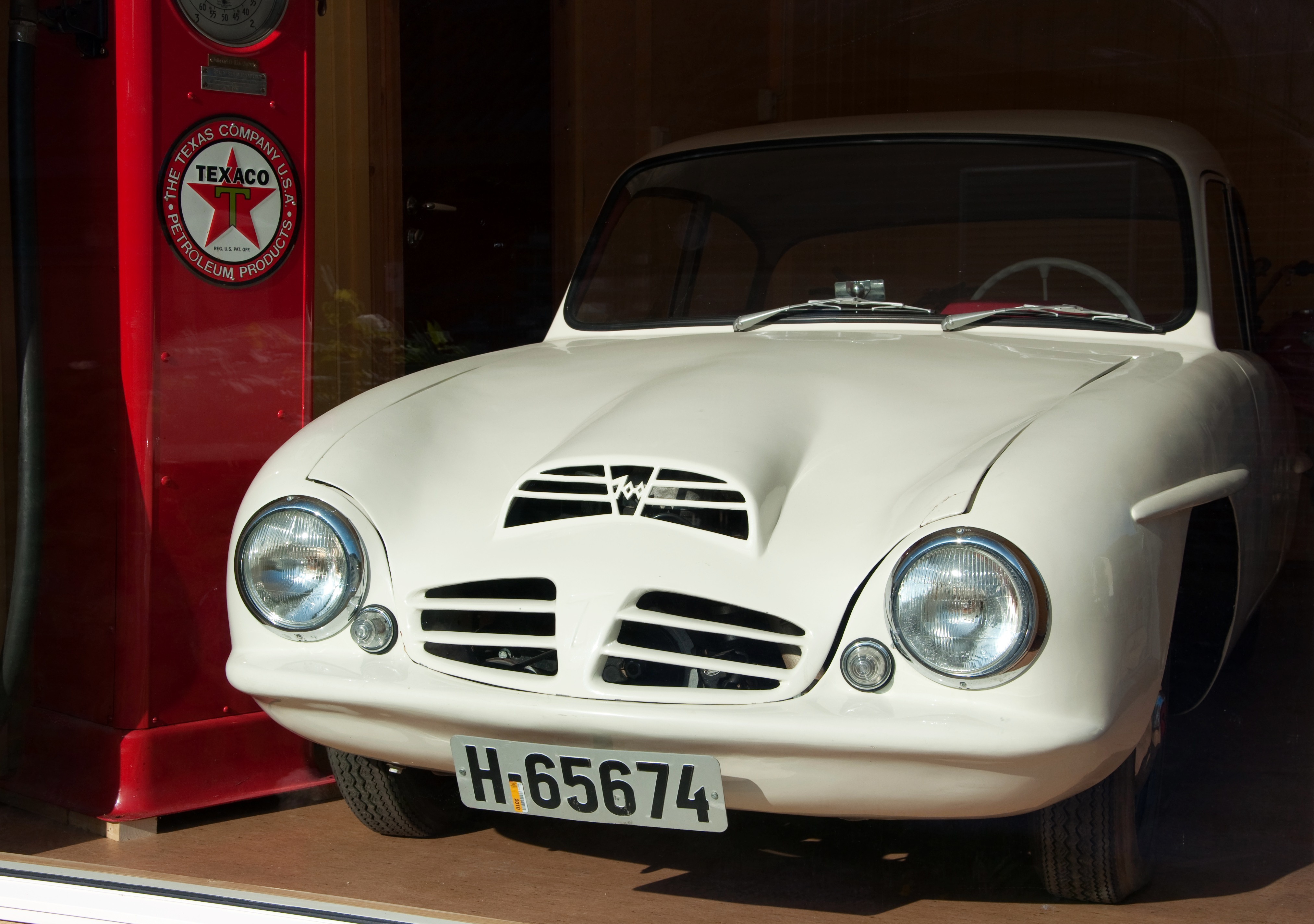
Troll 700

Що стосовно авторів проєкту, то всі, хто працював над проєктом, окрім однієї людини, яка працював в іншому приміщенні, померли від однієї і тієї ж хвороби — раку легенів, люди працювали із шкідливими хімікатами без респіраторів, у підсумку за свою ідею вони поплатилися життям. Автомобілям пощастило більше, з п'яти, що виїхали за ворота фабрики, сьогодні «живі» чотири автомобілі, плюс той, що був побудований в 1961 році поза територією фабрики.

## Список автомобілів Troll
- 1956 — Troll 700